# Kostel Nanebevzetí Panny Marie (Mikulčice)
Kostel Nanebevzetí Panny Marie  je římskokatolický chrám v Mikulčicích okrese Hodonín. Jde o farní kostel římskokatolické farnosti Mikulčice. Je chráněn jako kulturní památka České republiky.
Jde o původně gotickou stavbu zřejmě ze 14. století. První zmínky pocházejí z roku 1353. Nejstarší částí kostela je presbytář pocházející z 15. století. Loď, presbytář a věž byly postaveny kolem roku 1500. Po požárech v roce 1605 a 1683 byl obnoven. V 30. letech 18. století prošel kostel většími stavebními úpravami. V 30. letech 18. století prošel kostel většími barokními stavebními úpravami, v 19. století byl přistavěn depozitář a roku 1981 proběhly stavební úpravy interiéru. V interiéru se nachází unikátní oltář z dubových kmenů nalezených v korytě Moravy.

## Stavební podoba
Kostel je jednolodní orientovaná stavba na půdorysu obdélníku zakončena trojbokým kněžištěm. K západnímu průčelí navazuje hranolová věž (s čtvercovým půdorysem a zakončena jehlanovou střechou) a polygonálním schodištěm. Sakristie je přistavěna ke kněžišti na jižní straně. Kněžiště, které je zaklenuto křížovou a paprsčitou pozdně gotickou klenbou o jednom poli, je otevřeno do lodi vítězným obloukem. Žebra klenutí jsou klínové s výžlabkem dosedající na jehlanovité konzolky. V bočních stěnách jsou gotická okna zakončena půlkruhovým obloukem. V lodi při přestavbě byla původní plochostropá klenba nahrazena dvěma poli křížové klenby mezi pasy. Klenební pasy nasedají na mohutné polopilíře s pilastry. V západní části lodi je vestavěna kruchta nesena dvěma sloupy s archivoltami.